# Amphiprion tricinctus
Amphiprion tricinctus är en fiskart som beskrevs av Schultz och Welander, 1953. Amphiprion tricinctus ingår i släktet Amphiprion och familjen Pomacentridae. Inga underarter finns listade i Catalogue of Life.